# Miếu Bà Ngũ Hành (Cần Giuộc)
Miếu Bà Ngũ Hành tọa lạc tại chợ Long Thượng, xã Long Thượng, huyện Cần Giuộc, tỉnh Long An. Ngôi miếu đã được xếp hạng là di tích cấp tỉnh theo quyết định Số 400/QĐ.UB, ký ngày 22 tháng 2 năm 1997.

## Giải thích tên gọi
Miếu Bà Ngũ Hành thờ Ngũ Hành Nương Nương, là vị thần được thờ rất nhiều ở các đình tại Nam Bộ, giúp cho mưa thuận gió hòa, thịnh vượng.
Theo Tân từ điển Việt Nam (Nhà xuất bản TP. Hồ chí Minh, 1991): Miếu là cái đền thờ, Ngũ hành là 5 yếu tố vật chất: kim, mộc, thủy, hỏa, thổ luôn vận động, chuyển dịch. Theo thuyết âm dương ngũ hành, 5 yếu tố trên thuộc âm nên trong dân gian gọi chung là Bà.
Ra đời trong công cuộc khai hoang lập làng của cộng đồng địa phương,Miếu Bà Ngũ hành ở xã Long Thượng, huyện Cần Giuộc, tỉnh Long An thờ 5 vị phúc thần được triều đình sắc phong (năm Duy Tân thứ 8) là: Kim Đức Thánh Phi, Mộc Đức Thánh Phi, Thủy Đức Thánh Phi, Hỏa Đức Thánh Phi, Thổ Đức Thánh Phi. Ngoài ra, trong miếu còn thờ Thần Thành Hoàng Bổn Cảnh, Quan Thánh Đế Quân, các vị Tiền Hiền, Hậu Hiền, Tả Ban, Hữu Ban,…

## Kiến trúc
Mang kiến trúc của một ngôi đình làng, miếu Bà Ngũ Hành từ khi hình thành đến nay đã là nhu cầu tinh thần của nhân dân ở Cần Giuộc và xung quanh với lễ hội truyền thống mang tên: Lễ vía Ngũ hành Nương Nương, thu hút hàng chục ngàn người.